# Ватник

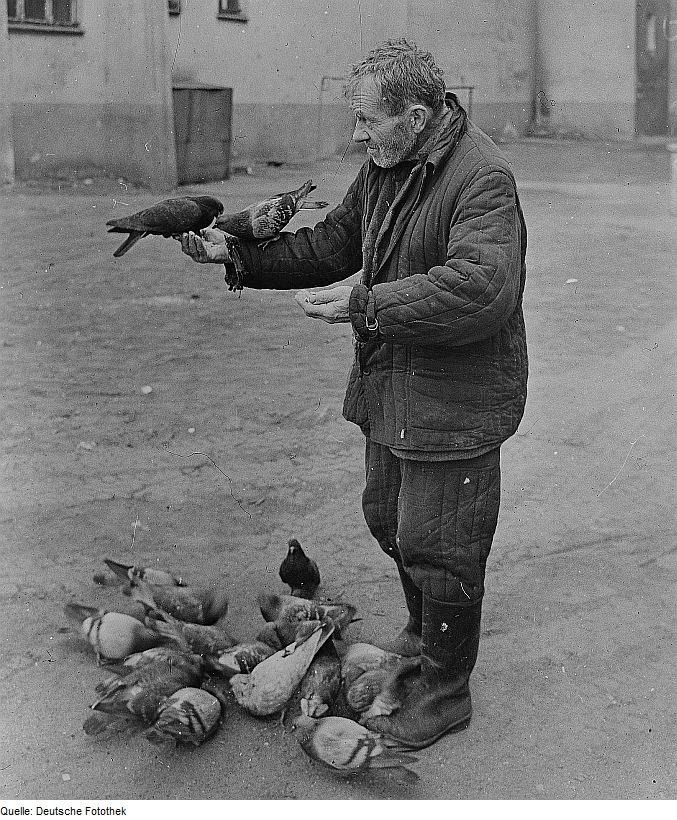
Чоловік у ватнику-фуфайці та ватних штанях

Ватник (рос. ватник) — тепла в'язана вовняна або байкова сорочка, стьобана ватяна куртка або безрукавка. Іноді ватником називають тілогрійку, в тому числі і з відірваними рукавами, особливо це характерно для виправно-трудових колоній (таборів). Назва ватник походить від слова вата — назви основного матеріалу, який використовується для виготовлення цього виду одягу.

## Історія
Попередником ватника були куртки-стьобанки, які використовувалися в Середньовіччі як підлатник, піддівка під кольчугу, і навіть (незаможними воїнами) як самостійний обладунок. У Західній Європі вони називалися гамбезонами, у Московській державі — тигіляями. Шилися такі куртки з полотна, набивалися прядивом, іноді кінським волосом.
Стьобанки, де роль наповнювача грала вата, були поширені на Сході. Під час російсько-турецької війни 1877—1878 рр. трофейні турецькі ватні стьобанки («ватні куртки», ватні «фуфайки») уперше увійшли в російський вжиток. Теплі ватні бешмети існували на Кавказі, а в 1885 році приказ Військового відомства передбачав можливість наявності ватного бешмета в обмундируванні кавказьких козаків. Ватна куртка (під назвою «теплушка») входила до зимового комплекту обмундирування під час російсько-японської війни 1904—1905 рр.

## Сучасність
Ватником також можна назвати і фуфайку, утеплену куртку, призначену для роботи. У різних районах Росії під ватником можуть розуміти різні предмети верхнього одягу — від теплої сорочки до тілогрійки. Основна мета ватянки — захист людини від холоду в умовах зниженої температури, наприклад в умовах російської зими, а нерідко весни і осені.
Крім ватяної фуфайки, що надівається на тулуб людини, російська (раніше радянська) промисловість виготовляла і ватні штани.

## Інші значення
- Ватником також називають стерильний матеріал, що використовується для нейрохірургічних операцій.
- У 2013-14 роках «ватниками» масово почали називати малоосвічених, люмпенізованих та здебільшого проросійсько настроєних громадян, чия соціально-політична позиція була суттєво спотвореною внаслідок перманентного впливу російської пропаганди.[4] В глобальній мережі Інтернет існує чимало жартів, ключовим об'єктом яких є «ватники».